# Chlorocoma stereota
Chlorocoma stereota là một loài bướm đêm thuộc họ Geometridae. Nó được tìm thấy ở Úc, bao gồm Victoria.
Con trưởng thành có màu xanh lá cây. Mỗi cánh có một đường gần rìa màu trắng còn bụng có đường kẻ trắng.